# The Winged Mystery
The Winged Mystery è un film muto del 1917 diretto da Joseph De Grasse. La sceneggiatura di William Parker si basa su un soggetto scritto per il cinema da Archer McMackin. Protagonista del film era l'attore Franklyn Farnum nel doppio ruolo di due fratelli; altri interpreti erano Claire Du Brey, Rosemary Theby, Charles Hill Mailes, Sam De Grasse, T.D. Crittenden.

## Trama
Quando scoppia la guerra, i fratelli Louis e August Siever, padre tedesco e madre americana, si trovano in Europa. August si unisce subito all'esercito germanico mentre Louis viene praticamente fatto prigioniero per un anno a Berlino mentre cerca di dimostrare la sua cittadinanza statunitense. Dopo avere avuto uno scontro violento con il fratello, August ruba il passaporto di Louis e si imbarca alla volta di New York dove si deve recare per una missione insieme a Gerda Anderson, una spia tedesca. A New York, quando i ricchi Wayne, amici di Louis, organizzano durante un weekend una festa a Long Island, August e Gerda affittano una casa vicina e invitano tutti gli ospiti, compreso Louis, a un party "misterioso". Gli invitati, una volta arrivati, vengono fatti prigionieri; essendo in gran parte donne, vengono inviate delle richieste di riscatto ai loro mariti tramite dei piccioni viaggiatori. I ricattatori catturano anche Shirley Wayne e Louis. Intanto Mortimer Eddington, un investigatore dilettante, escogita un modo per scoprire il luogo a cui torneranno i piccioni. La polizia interviene, chiedendo la resa dei rapitori. Ma, i tedeschi, piuttosto che arrendersi, preferiscono combattere, affrontando la morte.

## Produzione
Prodotto dalla Bluebird Photoplays (Universal Film Manufacturing Company), venne girato negli Universal Studios. La lavorazione del film iniziò nell'agosto 1917.

## Distribuzione
Il copyright del film, richiesto dalla Bluebird Photoplays, Inc., fu registrato il 30 ottobre 1917 con il numero LP11649.
Distribuito dalla Bluebird Photoplays (Universal Film Manufacturing Company), il film uscì nelle sale statunitensi l'11 novembre 1917.
Non si conoscono copie ancora esistenti della pellicola che viene considerata presumibilmente perduta.